# Chronologie de la Terre du Milieu
 (février 2024).
Si vous disposez d'ouvrages ou d'articles de référence ou si vous connaissez des sites web de qualité traitant du thème abordé ici, merci de compléter l'article en donnant les références utiles à sa vérifiabilité et en les liant à la section « Notes et références ».
 (février 2024).
- Si vous ne connaissez pas le sujet, laissez ce bandeau (vous pouvez alors contacter les auteurs).
- Si vous supprimez le contenu mis en cause (vous pouvez préalablement contacter les auteurs),

argumentez précisément cette suppression dans la page de discussion
(un manque de référence n'est pas un argument ; une recherche réelle de référence doit avoir été effectuée, être formellement documentée).
L'univers de la Terre du Milieu, créé par J. R. R. Tolkien, possède une chronologie détaillée. Elle apparaît notamment dans l'Appendice B du Seigneur des anneaux, qui retrace sous forme d'annales les événements des Second, Troisième et Quatrième Âges du Soleil. Les événements du Silmarillion ont également été l'objet d'annales, publiées après la mort de l'auteur dans les volumes de l'Histoire de la Terre du Milieu.

## Chronologie

### Les Années des Valar
Les Années des Valar,, ont commencé avec l'arrivée de certains Ainur en Eä. Aucun Elfe ne vécut cette période; elle est connue grâce aux recherches d'érudits. Une année des Valar équivaudrait à un peu plus de 9 années humaines.
Les Valar façonnèrent le monde selon la vision de la Grande Musique. Melkor s'opposa systématiquement à leurs projets, déclenchant une première bataille. Tulkas, attiré par le fracas, fit fuir Melkor en 1500. Une période de paix permit aux Valar de continuer leur travail, bien que Melkor garde un œil sur Arda.
En 1900, Aulë, Manwë et Varda créèrent les Lampes Illuin (au nord) et Ormal (au sud) pour éclairer le monde. Les Valar s'installèrent sur l'île d'Almaren, marquant le début du Printemps d'Arda. Lors d'un festin, Tulkas et Nessa se marièrent.
En 3400, Melkor revint secrètement en Arda et construisit la forteresse d'Utumno. Sa présence apporta maladie et pourriture. Melkor attaqua et détruisit les Lampes en 3450, perturbant à jamais l'ordre établi.
Anticipant l'arrivée des Elfes, les Valar se retirèrent en Aman, créant Valinor et la cité de Valimar. En 3500, Yavanna fit pousser les Deux Arbres, Laurelin et Telperion, marquant la fin des Années des Valar et le début des Années des Arbres.

### Les Années des Arbres
Pour la plupart, le Premier Âge était compté dans les Années des Arbres,,, qui ont ensuite été remplacées par des années du soleil beaucoup plus courtes,.Le Premier Âge débutait en 1050 des Années des Arbres, avec l'éveil des Elfes, les premiers Enfants d'Ilúvatar.
La naissance des Deux Arbres, Telperion et Laurelin, marque le début du décompte du temps, fondé sur le cycle de douze heures durant lequel leur lumière croît et décroît. Selon les « Annales d'Aman », les Valar utilisent une année équivalente à un peu moins de dix années solaires, mais Tolkien a également envisagé de la faire durer 144 années solaires.
Craignant pour leur sort, les Valar partent en guerre contre Melkor, anéantissent sa forteresse d'Utumno et le font prisonnier. Ils invitent ensuite les Elfes à venir vivre auprès d'eux au Valinor. Certains refusent (Avari), mais d'autres acceptent, qui deviendront les trois clans des Eldar (Vanyar, Noldor et Teleri). Durant les siècles qui suivent, les Eldar prospèrent à Valinor tandis qu'en Terre du Milieu le roi Thingol et son épouse Melian règnent sur les Sindar, elfes ayant choisi de ne pas se rendre en Aman.
Le plus brillant des Ñoldor, Fëanor, conçoit les Silmarils en 1450, trois joyaux prodigieux dans lesquels une partie de la lumière des Arbres est conservée. Ils attirent la convoitise de Melkor, libéré entre-temps par les Valar et qui ne cherche qu'à semer la discorde parmi les Eldar, ainsi qu'entre eux et les Valar. Avec l'aide de l'araignée Ungoliant, Melkor tue les Arbres, s'empare des Silmarils et s'enfuit en Terre du Milieu. Fëanor se lance à sa poursuite, accompagné d'une partie de son peuple : c'est la fuite des Noldor.
Cette période prend fin avec le premier lever du Soleil en 1500, issu du dernier fruit de l'Arbre d'Or, Laurelin.
- 1090-1100 : La guerre des Puissances.
- 1105-1151 : La Grande Marche des Eldar vers Valinor.
- 1169 : Naissance de Fëanor.
- 1190 : Naissance de Fingolfin.
- 1230 : Naissance de Finarfin.
- 1250 : Des Nains arrivent en Beleriand.
- 1320 : Les premiers orques arrivent au Beleriand.
- 1362 : Naissance de Galadriel.
- 1400 : Libération de Melkor.
- 1495 : Melkor et Ungoliant tuent les Arbres de Valinor et Finwë puis s'emparent des Silmarils.
- 1495-1498 : Les Ñoldor quittent Valinor en suivant Fëanor à la poursuite des Silmarils.
- 1497 : 1ère bataille du Beleriand. Morgoth lance ses Orques contre les elfes Sindar.
- 1497 : 2ème bataille du beleriand : Dagor-nuin-Giliath, ou bataille sous les étoiles, Morgoth contre les elfes Ñoldor. Le prince Fëanor est tué par Gothmog, le prince des Balrogs. Victoire des Ñoldor.

### Les Années du Soleil
Il est tout à fait possible que le terme « Age du Soleil » ait en fait été « inventé » par David Day, un auteur canadien dont les livres sont largement critiqués pour leurs inexactitudes et leurs interprétations erronées de la mythologie de J.R.R. Tolkien,,.

#### Le Premier Âge

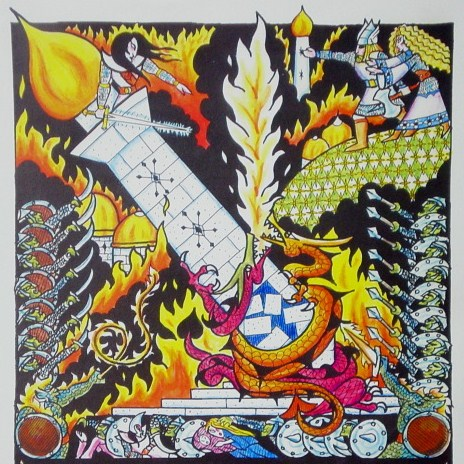
La chute de Gondolin.

Les six premiers siècles qui suivent le premier lever du Soleil voient se dérouler les grandes batailles du Beleriand opposant les Noldor et leurs alliés elfes et hommes aux forces de Melkor, désormais appelé Morgoth, retranché dans sa forteresse d'Angband,. Ce dernier, d'abord vaincu, renverse le cours de la guerre et, après les batailles sanglantes de Dagor Bragollach et Nírnaeth Arnoediad, anéantit un à un les derniers refuges des elfes, bien aidé par les dissensions qui les opposent. Il faut l'intervention des Valar pour qu'il soit vaincu et jeté hors du Monde, événement marquant la fin du Premier Âge.
Tolkien utilise l'expression « Premier Âge » comme synonyme de « Jours Anciens » (Elder Days) pour désigner tout ce qui précède la chute de Morgoth, incluant donc également les Années des Lampes et des Arbres. Néanmoins, « Premier Âge » prend souvent un sens plus restreint sous la plume des critiques et analystes de l'œuvre, en se limitant aux événements survenus entre le lever du Soleil et la chute de Morgoth.
- 1 : Les Hommes s'éveillent en Hildórien.
- 60 : Dagor Aglareb. Défaite de Morgoth et début du siège d'Angband par les Noldor.
- 310 : Les premiers Edain arrivent au Beleriand.
- 455 : Dagor Bragollach. Victoire de Morgoth et fin du siège d'Angband.
- 465-466 : La quête de Beren et Lúthien.
- 472 : Nírnaeth Arnoediad. Victoire écrasante de Morgoth, les elfes ne conservent plus que quelques places fortes.
- 495 : Chute de Nargothrond.
- 503 : Chute de Doriath.
- 510 : Chute de Gondolin.
- 532 : Naissance d'Elrond et son frère jumeau Elros.
- 542 : Eärendil arrive à Valinor pour supplier les Valar d'intervenir contre Morgoth.
- 545-587 : Guerre de la Grande Colère. Défaite de Morgoth face aux Valar. Le royaume d'Angband est détruit, le Beleriand est submergé.
- 590 : Morgoth est jeté hors du Monde, les deux derniers Silmarils sont perdus par Maedhros et Maglor, les derniers fils de Fëanor.

#### Le Deuxième Âge

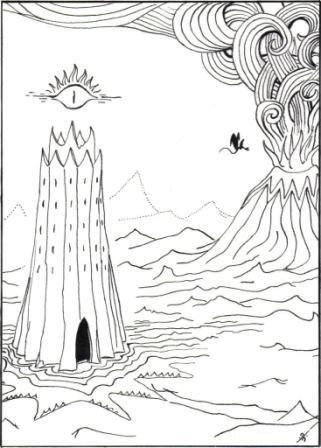
Barad-dûr.

Le Second Âge voit l'ascension et la chute du royaume insulaire de Númenor. Ses habitants, descendants des hommes ayant combattu aux côtés des elfes au Premier Âge, regrettent leur mortalité, et finissent par se tourner contre les Valar. En prêtant l'oreille aux mensonges de Sauron, le serviteur de Morgoth, ils se lancent dans une offensive contre Valinor qui signe leur arrêt de mort : leur flotte est détruite, leur île engloutie, et la forme du monde est changée par Ilúvatar lui-même, qui en détache le continent d'Aman pour le mettre hors de portée des mortels. Seuls quelques Númenóréens, restés fidèles aux Valar, parviennent à échapper au cataclysme et à se réfugier en Terre du Milieu, où ils fondent les royaumes en Exil d'Arnor et de Gondor.
Les événements survenus en Terre du Milieu durant cette période sont mal connus, en dehors de la naissance et de la chute du royaume elfique d'Eregion, où les Anneaux de Pouvoir sont forgés. Sauron qui a forgé son propre anneau entre en guerre contre les Elfes. Sauron est vaincu avec l'aide des armées des hommes de Númenor. Après la submersion de Númenor qu'il a provoqué, Sauron ne tarde pas à s'en prendre aux royaumes d’Arnor et du Gondor des hommes en Exil, suscitant la Dernière Alliance des Elfes et des Hommes entre Elendil, roi humain d'Arnor, et Gil-galad, roi elfique du Lindon. Tous deux sont tués lors de la dernière bataille, sur les pentes de la Montagne du Destin, mais Sauron est vaincu et perd l'Anneau unique dans lequel il avait concentré une grande partie de son pouvoir. Sa défaite marque la fin du Second Âge.
- 1 : Fondation des Havres Gris par les elfes du Lindon. Le maia Ossë fait surgir l'île de Númenor des abysses en récompense aux Edain pour leur fidélité[28].
- 32 : Fondation du royaume des hommes de Númenor. Elros Tar-Minyatur le frère jumeau d'Elrond devient le premier roi de Númenor.
- v. 40 : Peuplement de la Moria par des clans nains migrant depuis les Montagnes Bleues.
- 300 : Probable naissance de Celebrían, fille de Galadriel et Celeborn.
- 442 : Mort du roi Elros Tar-Minyatur. Son héritier Vardamir Nólimon abdique immédiatement. Tar-Amandil devient le troisième Roi de  Númenor.
- v. 500 : Sauron revient à l'est de la terre du Milieu.
- 600 : Des Númenóréens commencent à retourner par bateau en Terre du Milieu. Ils rencontrent les Hommes d'Eriador aux Collines des Tours.
- 750 : Fondation du royaume des elfes d'Eregion.
- v. 1000 : Sauron s'établit au Mordor.
- v. 1500 : Les Noldor d'Eregion forgent les premiers Anneaux de Pouvoir après avoir reçu les conseils d'Annatar/Sauron.
- v. 1600 : Sauron forge l'Anneau unique avec les connaissances de Celebrimbor.
- 1693-1701 : Guerre entre les Elfes et Sauron en Eriador. Le royaume d'Eregion est dévasté, mais Sauron est finalement vaincu grâce à une armada númenóréenne.
- 2251 : Division des Númenóréens entre les partisans de la rupture avec les Elfes et ceux qui souhaitent préserver l'amitié entre les deux peuples.
- 3262-3310 : Sauron, fait prisonnier par le roi Ar-Pharazôn, corrompt les Númenóréens.
- 3319 : Ar-Pharazôn se lance à la conquête d'Aman. Submersion de Númenor.
- 3320 : Fondation des royaumes en Exil d'Arnor et du Gondor.
- 3429-3441 : Guerre de la Dernière Alliance. Défaite de Sauron. Mort de la plupart des dirigeants[29].

#### Le Troisième Âge

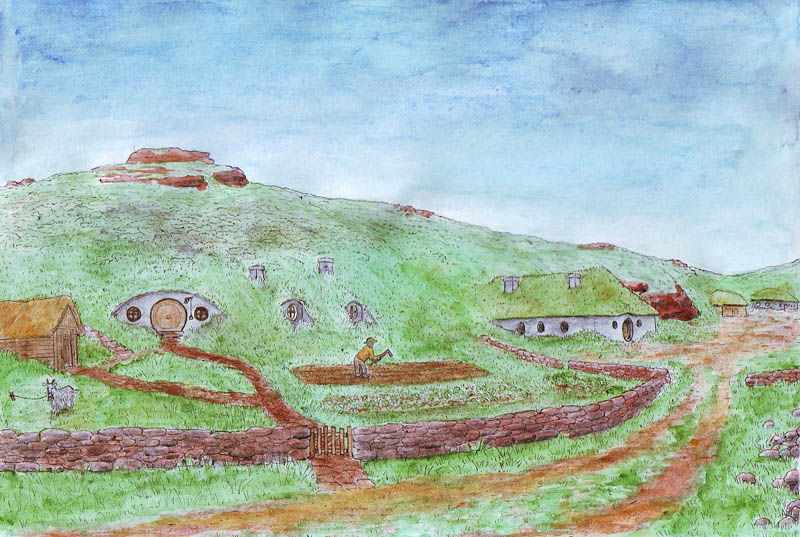
La Comté.

Le Troisième Âge (ou Tiers Âge) voit l'ascension, puis le déclin des royaumes d'Arnor et de Gondor : le premier succombe à ses dissensions internes, ainsi qu'aux attaques du Roi-Sorcier d'Angmar, tandis que le deuxième, s'il reste uni, voit sa lignée royale disparaître et ses territoires sans cesse réduits. L'immense majorité des elfes partent ou retournent en Aman, suivant une Voie Droite sur laquelle eux seuls peuvent naviguer. Il voit aussi l'Ascension du royaume d'Angmar au nord, puis sa chute.
L'histoire des autres races est également mieux connue pour cet âge : les Nains, chassés de la Moria par un Balrog, connaissent de nombreuses années d'errance, tandis que les Hobbits apparaissent dans les récits, s'installant à Bree, puis dans la Comté. Ces derniers utilisent leur propre méthode de datation, le « Comput de la Comté », dans lequel l'an 1 C.C. correspond à celui de leur installation dans la Comté, en l'an 1601 T. Â.
C'est durant cet Âge que se déroulent les événements du Hobbit et du Seigneur des anneaux, culminant lors de la guerre de l'Anneau qui voit la destruction de l'Anneau unique et la défaite finale de Sauron.
- 2 : Isildur, fils d'Elendil, est tué et l'Anneau unique est perdu dans les eaux de l'Anduin.
- 830-1149 : Apogée du Gondor sous les « rois-navigateurs ».
- 861 : Division de l'Arnor en trois royaumes rivaux.
- v. 1000 : Arrivée en Terre du Milieu des Istari, émissaires des Valar : Saroumane, les Mages Bleus (Alatar et Pallando), Radagast et Gandalf.
- v. 1050 : Sauron s'installe à Dol Guldur.
- 1601 (1ere année du « Comput de la Comté » — C.C.) : Fondation de la Comté par les Hobbits.
- 1974 : Destruction de l'Arthedain, dernier des trois royaumes issus de l'Arnor.
- 1975 : Chute du royaume d'Angmar.
- 1980 : Les Nains sont chassés de la Moria par un Balrog.
- 2050 : Fin de la lignée royale du Gondor, désormais gouverné par les Intendants.
- 2463 : Les hobbits Déagol et son cousin Sméagol (plus tard connu sous le nom de Gollum) de la branche des Fortauds découvrent l'Anneau unique dans les profondeurs de l'Anduin[30].
- 2510 : Fondation du royaume de Rohan.
- 2770 : Les Nains sont chassés d'Erebor par le dragon Smaug.
- 2799 : Bataille d’Azanulbizar
- 2890 (1290 C.C.) : Naissance de Bilbon Sacquet.
- 2931 : Naissance d'Aragorn.
- 2941 (1341 C.C.) : Le Hobbit : Bilbon obtient l'Anneau unique, Smaug est tué. Thorin est tué lors de la bataille des cinq armées  et le royaume d'Erebor restauré.
- 2968 (1368 C.C.) : Naissance de Frodon Sacquet.
- 2989 : Balin se rend en Moria.
- 3001 (1401 C.C.) :  Début du Seigneur des anneaux: Bilbon quitte la Comté.
- 3018-3019 (1418-1419 C.C.) : Le Seigneur des anneaux. L'Anneau unique est détruit, Saroumane et Sauron sont vaincus et les royaumes d'Arnor et de Gondor restaurés par Aragorn.
- 25 mars 3019 : Chute de Sauron
- 3021 (1421 C.C.) : Les Porteurs des Anneaux (Elrond, Galadriel, Gandalf, Frodon et Bilbon) quittent la Terre du Milieu.

#### Le Quatrième Âge
On considérait généralement que le Quatrième Âge débuta lorsque Elrond quitta la Terre du Milieu, le 29 septembre de l'an 3021 du Troisième Âge. Cet événement résumait bien ce qu'allait être le Quatrième Âge : une période dominée par les Hommes durant laquelle les autres races intelligentes déclineraient et finiraient par disparaître.
Seules les premières années de cet Âge nous sont connues, principalement grâce aux chronologies incluses dans le Livre Rouge qui retracent le devenir des membres de la Fraternité de l’Anneau : ainsi, la dernière date qui nous soit donnée avec certitude est celle de la mort du roi Aragorn Elessar.
Toutes les dates sont dans l'Appendice B du Seigneur des Anneaux.
- 6 (1427 C.C.) : Aragorn interdit aux Hommes de pénétrer dans la Comté. Pippin épouse Diamond de Long Cleeve. Samsagace Gamegie devient Maire de la Comté.
- 9 (1430 C.C.) : Naissance de Faramir Touque.
- 10 (1431 C.C.) : Naissance de Boucles-d'Or, la fille de Sam Gamegie et Rose Chaumine .
- 11 (1432 C.C.) : Meriadoc Brandebouc devient Maître du Pays de Bouc. Il reçoit des présents d'Eomer et d'Eowyn
- 13 (1434 C.C.) : Peregrin Touque devient Thain. Le maire, le Thain et le Maitre du Pays-de-Bouc deviennent Conseillers du Royaume du Nord.
- 15 (1436 C.C.) : Mort de Gloin. Aragorn donne l'Étoile des Dúnedain à Sam et nomme Elanor, demoiselle d'honneur d'Arwen.
- 21 (1442 C.C.) : Sam, Rosie et Elanor séjournent un an au Gondor.
- 30 (1451 C.C.) : Elanor épouse Fastred de Verte-Île sur les Coteaux du Lointain.
- 31 (1452 C.C.) : Le roi Elessar rattache les Marches de l'Ouest, des Coteaux Lointains aux Collines des Tours à la Comté.
- 33 (1453 C.C.) : Naissance d'Elfstan Bellenfant, fils de Fastred et d'Elanor.
- 35 : Mort d'Imrahil, prince de Dol Amroth.
- 41 (1461 C.C.) : Le Thain confère à Fastred le titre de Gardien de la Marche de l'Ouest à la demande de Sam. Elanor et Fastred fondent leur résidence à Sous-les-Tours.
- 42 (1462 C.C.) : Faramir Touque épouse Boucles-d'Or.
- 48 (1468 C.C.) : Sam devient maire pour la septième et dernière fois.
- 61 (1481 C.C.) : Mort de Rosie. Le 22 septembre, Sam part pour les Collines des Tours puis pour les Havres Gris et enfin pour Tol Eressëa.
- 63 (1482 C.C.) : Mort d'Eomer. Mort de Merry et Pippin.
- 82 : Mort de Faramir.
- 91 : Mort de Dwalin.
- 120 : Mort d'Aragorn et d'Arwen. Legolas et Gimli quittent la Terre du Milieu pour Tol Eressëa.

Les Âges ultérieurs sont inconnus. Dans une lettre de 1958, Tolkien spécule qu'ils ont continué à s'écouler de plus en plus rapidement, et situe le monde contemporain à la fin du Sixième ou dans le Septième Âge, de sorte que la chute de Sauron remonterait à environ 6000 années auparavant.

#### Le Septième Age
Le Septième Âge correspond aux années Anno Domini (c’est-à-dire après J.-C.) du monde réel - l’incarnation d’Eru Ilúvatar est la naissance de Jésus-Christ en l’an 1 après J.-C., selon la tradition chrétienne.
Tolkien poursuit en disant que l’intervalle de temps entre l’année 1960 du Septième Âge (c’est-à-dire 1960 apr. J.-C.) et 310 du Premier Âge était de 16 000 ans.

## Création et évolution

### Le Silmarillion
Tolkien rédige les premières chronologies de son univers au début des années 1930, pour accompagner la Quenta Noldorinwa : ce sont les Annales du Valinor et les Annales du Beleriand. Les premières retracent l'histoire du monde jusqu'au premier lever du Soleil, après quoi les secondes prennent le relais jusqu'à la chute de Morgoth. Dans cette conception, il ne s'écoule que 3 000 années valiennes entre l'arrivée des Valar et le premier lever du Soleil, et seulement 250 ans entre cet événement et la chute de Morgoth. Tolkien a également laissé des traductions partielles en vieil anglais de ces deux textes, censées avoir été réalisées par le marin Ælfwine durant son séjour à Tol Eressëa. Ces textes ont été publiés par Christopher Tolkien dans La Formation de la Terre du Milieu, quatrième volume de l'Histoire de la Terre du Milieu.
Tolkien reprend les deux chronologies quelques années plus tard pour accompagner la Quenta Silmarillion, nouvelle version de la Quenta Noldorinwa. Ces nouvelles chronologies portent les mêmes titres que leurs prédécesseurs, mais elles sont nettement plus développées. Il s'écoule toujours 3 000 ans jusqu'au premier lever du Soleil, mais les récits prennent désormais fin 397 ans plus tard, puis 597 ans plus tard après une révision supplémentaire. Ces textes ont été publiés dans La Route perdue et autres textes, cinquième volume de l'Histoire de la Terre du Milieu.
Tolkien met de côté le travail sur le Silmarillion le temps d'achever Le Seigneur des anneaux. Ce n'est que dans les années 1950 qu'il reprend les chronologies de ce qui est devenu le Premier Âge, et il réalise alors deux nouvelles versions des annales : les Annales d'Aman, correspondant aux anciennes Annales du Valinor, et les Annales Grises, nouvelle version des Annales du Beleriand. Si les premières sont achevées, les secondes ne le sont pas, s'interrompant peu après la mort de Túrin. Ces textes sont encore plus détaillés que les précédents, avec de longs passages narratifs dans lesquels Christopher Tolkien a abondamment puisé dans son édition du Silmarillion. Elles ont été respectivement publiées dans Morgoth's Ring et The War of the Jewels, dixième et onzième volumes de l'Histoire de la Terre du Milieu.
En parallèle à ces annales détaillées, Tolkien tient à jour plusieurs chronologies plus lapidaires en parallèle à la rédaction des différents textes concernant le Premier Âge. L'une de ces chronologies, intitulée « Le Conte des années » (The Tale of Years), constitue dans sa version post-Seigneur des anneaux le seul témoignage des idées de l'auteur concernant la fin de la chronologie du Premier Âge, après l'interruption des Annales Grises. Christopher Tolkien analyse les différentes strates de corrections de ce texte dans The War of the Jewels.

### Le Seigneur des anneaux
L'Appendice A donne les arbres généalogiques des lignée royales humaines et naines ainsi que l'histoire de Númenor, du Gondor, de la Maison de Durin et du Rohan.
Les brouillons de l'Appendice B du Seigneur des anneaux ont été étudiés par Christopher Tolkien dans le douzième et dernier volume de l'Histoire de la Terre du Milieu, The Peoples of Middle-earth.

## Critique et analyse
Voici quelques points qui sont souvent abordés par les fans dans des discussions portant sur le sujet de la chronologie :
1. Incohérences chronologiques[34]: certains événements ou dates dans les différentes œuvres de Tolkien peuvent sembler contradictoires ou difficiles à concilier. Par exemple, il y a des débats sur la durée exacte du Premier Âge, ainsi que sur la chronologie des événements pendant le Troisième Âge.
2. Le Silmarillion vs Le Hobbit et Le Seigneur des Anneaux : Tolkien a écrit plusieurs textes qui ont été publiés à titre posthume dans les Contes et Légendes inachevés et dans le Silmarillion, qui contiennent des informations supplémentaires sur l'histoire ancienne de la Terre du Milieu. Cependant, ces textes peuvent parfois entrer en conflit avec les événements décrits dans Le Hobbit et Le Seigneur des Anneaux.
3. Les révisions de Tolkien : Tolkien a souvent révisé et modifié ses propres textes, ce qui peut entraîner des ambiguïtés ou des incohérences dans la chronologie des événements. Par exemple, il a réécrit plusieurs fois le récit de la chute de Gondolin, ce qui a conduit à différentes versions de l'histoire.
4. Les sources secondaires : outre les œuvres principales de Tolkien, il existe également des sources secondaires, telles que les lettres de Tolkien, les notes de travail et les discussions posthumes, qui peuvent fournir des informations supplémentaires sur la chronologie de la Terre du Milieu. Cependant, ces sources peuvent parfois ajouter à la confusion en introduisant de nouveaux détails ou en clarifiant des points ambigus.